# Johnny Torrio
Johnny Torrio, även känd som Papa Johnny, The Fox och The Immune, född Giovanni Torrio 20 januari 1882 i Irsina, död 16 april 1957 i Brooklyn, var en italiensk-amerikansk gangster verksam i New York och Chicago.

## Biografi
Torrio började sin kriminella karriär som medlem i ett gäng som kallades Five Points i New York. Omkring år 1909 flyttade han till Chicago för att arbeta för sin farbror "Big Jim" Colosimo, som var maffiaboss. Den 11 maj 1920 mördades Big Jim, troligtvis av en Frankie Yale på uppdrag av Torrio. Efter Big Jims död tog Torrio över dennes kriminella imperium.
Torrio kände Al Capone redan från tiden i Five Points i New York. Omkring 1920 flyttade Capone till Chicago för att jobba för Torrio, och med tiden blev han Torrios närmaste man. Efter att ha utsatts för ett mordförsök 1925 lämnade Torrio Chicago, och överlämnade makten över sitt imperium till Al Capone.